# Bonfim (Porto)
Pour les articles homonymes, voir Bonfim.
Bonfim est une freguesia de Porto.

## Patrimoine
- Église de Bonfim